# Eendracht (Nieuwe Pekela)
De Eendracht is een voormalig waterschap in de Nederlandse provincie Groningen. Het was de opvolger van de Doorvaartspolder, waaraan enkele gronden waren toegevoegd.
Het schap lag ten zuidwesten van Nieuwe Pekela. De noordgrens lag op de weg de Ringsloot, de oostgrens langs het Pekelderdiep, de zuidgrens lag ongeveer 175 m noordelijk van de Eendrachtsweg en liep door tot de weg Numero Dertien in Veendam, de westgrens lag gedeeltelijk op deze weg en gedeeltelijk op de Slingerlaan en de weg de Ringsloot.
Het schap werd doorsneden door meerdere wijken en het kanaal de Ommelanderwijk. Onder deze wijken waren onderleiders aangebracht die de blokken met elkaar verbonden. De polder was onbemalen. Het water werd geloosd op het Pekelderdiep. 
Waterstaatkundig gezien ligt het gebied sinds 2000 binnen dat van het waterschap Hunze en Aa's.